# Fang (språk)
Fang är ett niger-kongospråk som talas av cirka en miljon personer, främst tillhörande fangfolket, i Ekvatorialguinea och Gabon. Fang är det största språket i Ekvatorialguinea, men det har inte officiell status vare sig där eller i Gabon.
Språket är livskraftigt och dess närmaste släktspråk är bland annat bebele och bulu.

## Fonologi

### Konsonanter
|                         | Bilabial | Labio- dental | Dental   | Alveolar | Palato- alveolar | Palatal | Velar    | Labio- velar |
| ----------------------- | -------- | ------------- | -------- | -------- | ---------------- | ------- | -------- | ------------ |
| Klusil                  | p \| b   |               | t \| d   |          |                  |         | k \| g   | kp \| gb     |
| Prenasaliserad klusil   | mb       |               | nt \| nd |          |                  |         | ŋk \| ŋg | ŋkp          |
| Aspirerad klusil        |          |               |          |          |                  |         | kʰ \| gʰ |              |
| Nasal                   | m        |               | n        |          |                  | ɲ       | ŋ        | ŋm           |
| Frikativ                |          | f \| v        |          | s \| z   | ʃ \| ʒ           |         |          |              |
| Prenasaliserad frikativ |          | mf            |          |          |                  |         |          |              |
| Affrikat                |          |               | ts       | dz       | ʧ \| ʤ           |         |          |              |
| Prenasaliserad affrikat |          |               | nts      |          | nʧ \| nʤ         |         |          |              |
| Liquid                  |          |               | l        |          |                  |         |          |              |
| Approximant             |          |               |          |          | j                |         |          | w            |

Källa:

### Vokaler
|              | Främre | Central | Bakre |
| ------------ | ------ | ------- | ----- |
| Sluten       | i      | ɨ       | u     |
| Halvsluten   | ɪ      |         | ʊ     |
| Mellansluten | e      |         | o     |
| Mellanvokal  |        | ə       |       |
| Mellanöppen  | ɛ      |         | ɔ     |
| Öppen        | a      |         |       |

Källa: